# Liste der Gefäßpflanzen Deutschlands/F
- Fadenenzian (Cicendia filiformis) - Familie: Gentianaceae
- Fahnenwicke, Berg- (Oxytropis jacquinii) - Familie: Fabaceae
- Fahnenwicke, Zottige (Oxytropis pilosa) - Familie: Fabaceae
- Fallsamengras, Verstecktblütiges (Sporobolus cryptandrus) - Familie: Poaceae
- Faltenlilie, Späte (Lloydia serotina) - Familie: Liliaceae
- Faserschirm, Blaugrüner (Trinia glauca) - Familie: Apiaceae
- Faulbaum (Frangula alnus) - Familie: Rhamnaceae
- Federblume (Acroptilon repens) - Familie: Asteraceae
- Federgras, Gelbscheidiges (Stipa pulcherrima) - Familie: Poaceae
- Federgras, Grauscheidiges (Stipa pennata) - Familie: Poaceae
- Federgras, Rossschweif- (Stipa tirsa) - Familie: Poaceae
- Federgras, Sand- (Stipa borysthenica) - Familie: Poaceae
- Federgras, Weichhaariges (Stipa dasyphylla) - Familie: Poaceae
- Federgras, Zierliches (Stipa eriocaulis) - Familie: Poaceae
- Federschwingel, Mäuseschwanz- (Vulpia myuros) - Familie: Poaceae
- Federschwingel, Strand- (Vulpia unilateralis) - Familie: Poaceae
- Federschwingel, Trespen- (Vulpia bromoides) - Familie: Poaceae
- Feinstrahl, Einjähriger (Erigeron annuus) - Familie: Asteraceae
- Feldsalat, Gefurchter (Valerianella rimosa) - Familie: Caprifoliaceae
- Feldsalat, Gekielter (Valerianella carinata) - Familie: Caprifoliaceae
- Feldsalat, Gewöhnlicher (Valerianella locusta) - Familie: Caprifoliaceae
- Feldsalat, Gezähnter (Valerianella dentata) - Familie: Caprifoliaceae
- Feldsalat, Wollfrüchtiger (Valerianella eriocarpa) - Familie: Caprifoliaceae
- Felsenbirne, Besen- (Amelanchier spicata) - Familie: Rosaceae
- Felsenbirne, Echte (Amelanchier ovalis) - Familie: Rosaceae
- Felsenbirne, Erlenblättrige (Amelanchier alnifolia) - Familie: Rosaceae
- Felsenbirne, Kupfer- (Amelanchier lamarckii) - Familie: Rosaceae
- Felsenblümchen, Eis- (Draba dubia) - Familie: Brassicaceae
- Felsenblümchen, Filziges (Draba tomentosa) - Familie: Brassicaceae
- Felsenblümchen, Fladnitzer (Draba fladnizensis) - Familie: Brassicaceae
- Felsenblümchen, Hain- (Draba nemorosa) - Familie: Brassicaceae
- Felsenblümchen, Immergrünes (Draba aizoides) - Familie: Brassicaceae
- Felsenblümchen, Kärntner (Draba siliquosa) - Familie: Brassicaceae
- Felsenblümchen, Mauer- (Draba muralis) - Familie: Brassicaceae
- Felsenblümchen, Sauters (Draba sauteri) - Familie: Brassicaceae
- Felsennelke, Sprossende (Petrorhagia prolifera) - Familie: Caryophyllaceae
- Felsennelke, Steinbrech- (Petrorhagia saxifraga) - Familie: Caryophyllaceae
- Felskresse, Kleine (Hornungia petraea) - Familie: Brassicaceae
- Ferkelkraut, Einköpfiges (Hypochaeris uniflora) - Familie: Asteraceae
- Ferkelkraut, Geflecktes (Hypochaeris maculata) - Familie: Asteraceae
- Ferkelkraut, Gewöhnliches (Hypochaeris radicata) - Familie: Asteraceae
- Ferkelkraut, Kahles (Hypochaeris glabra) - Familie: Asteraceae
- Fetthenne, Alpen- (Sedum alpestre) - Familie: Crassulaceae
- Fetthenne, Ausläufer- (Sedum sarmentosum) - Familie: Crassulaceae
- Fetthenne, Dickblättrige (Sedum dasyphyllum) - Familie: Crassulaceae
- Fetthenne, Einjährige (Sedum annuum) - Familie: Crassulaceae
- Fetthenne, Gewöhnliche Felsen- (Sedum rupestre) - Familie: Crassulaceae
- Fetthenne, Große (Sedum maximum) - Familie: Crassulaceae
- Fetthenne, Kaukasus- (Sedum spurium) - Familie: Crassulaceae
- Fetthenne, Ockergelbe (Sedum ochroleucum) - Familie: Crassulaceae
- Fetthenne, Rötliche (Sedum rubens) - Familie: Crassulaceae
- Fetthenne, Schwärzliche (Sedum atratum) - Familie: Crassulaceae
- Fetthenne, Spanische (Sedum hispanicum) - Familie: Crassulaceae
- Fetthenne, Sumpf- (Sedum villosum) - Familie: Crassulaceae
- Fetthenne, Weiße (Sedum album) - Familie: Crassulaceae
- Fetthenne, Zierliche Felsen- (Sedum forsterianum) - Familie: Crassulaceae
- Fettkraut, Alpen- (Pinguicula alpina) - Familie: Lentibulariaceae
- Fettkraut, Gewöhnliches (Pinguicula vulgaris) - Familie: Lentibulariaceae
- Fichte (Picea abies) - Familie: Pinaceae
- Fichtenspargel (Monotropa hypopitys) - Familie: Ericaceae
- Fieberklee (Menyanthes trifoliata) - Familie: Menyanthaceae
- Fiederzwenke, Felsen- (Brachypodium rupestre) - Familie: Poaceae
- Fiederzwenke, Wald- (Brachypodium sylvaticum) - Familie: Poaceae
- Filzkraut, Acker- (Filago arvensis) - Familie: Asteraceae
- Filzkraut, Deutsches (Filago vulgaris) - Familie: Asteraceae
- Filzkraut, Französisches (Filago gallica) - Familie: Asteraceae
- Filzkraut, Gelbliches (Filago lutescens) - Familie: Asteraceae
- Filzkraut, Kleines (Filago minima) - Familie: Asteraceae
- Filzkraut, Spatelblättriges (Filago pyramidata) - Familie: Asteraceae
- Filzkraut, Übersehenes (Filago neglecta) - Familie: Asteraceae
- Filzrose, Falsche (Rosa pseudoscabriuscula) - Familie: Rosaceae
- Fingerhirse, Blutrote (Digitaria sanguinalis) - Familie: Poaceae
- Fingerhirse, Faden- (Digitaria ischaemum) - Familie: Poaceae
- Fingerhut, Gelber (Digitalis lutea) - Familie: Plantaginaceae
- Fingerhut, Großblütiger (Digitalis grandiflora) - Familie: Plantaginaceae
- Fingerhut, Roter (Digitalis purpurea) - Familie: Plantaginaceae
- Fingerhut, Wolliger (Digitalis lanata) - Familie: Plantaginaceae
- Fingerkraut, Bastard- (Potentilla x mixta (Potentilla anglica x P. reptans)) - Familie: Rosaceae
- Fingerkraut, Erdbeer- (Potentilla sterilis) - Familie: Rosaceae
- Fingerkraut, Felsen- (Potentilla rupestris) - Familie: Rosaceae
- Fingerkraut, Frühes Hügel- (Potentilla praecox) - Familie: Rosaceae
- Fingerkraut, Gänse- (Potentilla anserina) - Familie: Rosaceae
- Fingerkraut, Gewöhnliches Frühlings- (Potentilla tabernaemontani) - Familie: Rosaceae
- Fingerkraut, Gewöhnliches Hügel- (Potentilla collina) - Familie: Rosaceae
- Fingerkraut, Gold- (Potentilla aurea) - Familie: Rosaceae
- Fingerkraut, Graues (Potentilla inclinata) - Familie: Rosaceae
- Fingerkraut, Hohes (Potentilla recta) - Familie: Rosaceae
- Fingerkraut, Kleinblütiges (Potentilla micrantha) - Familie: Rosaceae
- Fingerkraut, Kriechendes (Potentilla reptans) - Familie: Rosaceae
- Fingerkraut, Mittleres (Potentilla intermedia) - Familie: Rosaceae
- Fingerkraut, Niederliegendes (Potentilla anglica) - Familie: Rosaceae
- Fingerkraut, Niedriges (Potentilla supina) - Familie: Rosaceae
- Fingerkraut, Norwegisches (Potentilla norvegica) - Familie: Rosaceae
- Fingerkraut, Reichblütiges Hügel- (Potentilla thyrsiflora) - Familie: Rosaceae
- Fingerkraut, Rheinisches Hügel- (Potentilla rhenana) - Familie: Rosaceae
- Fingerkraut, Rötliches (Potentilla heptaphylla) - Familie: Rosaceae
- Fingerkraut, Sand- (Potentilla incana) - Familie: Rosaceae
- Fingerkraut, Schmutziges Hügel- (Potentilla sordida) - Familie: Rosaceae
- Fingerkraut, Stängel- (Potentilla caulescens) - Familie: Rosaceae
- Fingerkraut, Sternhaariges Frühlings- (Potentilla pusilla) - Familie: Rosaceae
- Fingerkraut, Tauern- (Potentilla clusiana) - Familie: Rosaceae
- Fingerkraut, Thüringer (Potentilla thuringiaca) - Familie: Rosaceae
- Fingerkraut, Weißenburger Hügel- (Potentilla leucopolitana) - Familie: Rosaceae
- Fingerkraut, Weißes (Potentilla alba) - Familie: Rosaceae
- Fingerkraut, Wiemanns Hügel- (Potentilla wiemanniana) - Familie: Rosaceae
- Fingerkraut, Zottiges (Potentilla crantzii) - Familie: Rosaceae
- Fingerkraut, Zwerg- (Potentilla brauneana) - Familie: Rosaceae
- Finkensame (Neslia paniculata) - Familie: Brassicaceae
- Flachbärlapp, Alpen- (Diphasiastrum alpinum) - Familie: Lycopodiaceae
- Flachbärlapp, Gewöhnlicher (Diphasiastrum complanatum) - Familie: Lycopodiaceae
- Flachbärlapp, Isslers (Diphasiastrum issleri) - Familie: Lycopodiaceae
- Flachbärlapp, Oellgaards (Diphasiastrum oellgaardii) - Familie: Lycopodiaceae
- Flachbärlapp, Zeillers (Diphasiastrum zeilleri) - Familie: Lycopodiaceae
- Flachbärlapp, Zypressen- (Diphasiastrum tristachyum) - Familie: Lycopodiaceae
- Flattergras, Gewöhnliches (Milium effusum) - Familie: Poaceae
- Flieder, Gewöhnlicher (Syringa vulgaris) - Familie: Oleaceae
- Flockenblume, Berg- (Centaurea montana) - Familie: Asteraceae
- Flockenblume, Filz- (Centaurea triumfettii) - Familie: Asteraceae
- Flockenblume, Kleinfedrige (Centaurea microptilon) - Familie: Asteraceae
- Flockenblume, Perücken- (Centaurea pseudophrygia) - Familie: Asteraceae
- Flockenblume, Phrygische (Centaurea phrygia) - Familie: Asteraceae
- Flockenblume, Rispen- (Centaurea stoebe) - Familie: Asteraceae
- Flockenblume, Sandbürtige- (Centaurea x psammogena (Centaurea diffusa x C. stoebe)) - Familie: Asteraceae
- Flockenblume, Schmalschuppige (Centaurea stenolepis) - Familie: Asteraceae
- Flockenblume, Schwarze (Centaurea nigra) - Familie: Asteraceae
- Flockenblume, Schwärzliche (Centaurea nigrescens) - Familie: Asteraceae
- Flockenblume, Skabiosen- (Centaurea scabiosa) - Familie: Asteraceae
- Flockenblume, Sonnenwend- (Centaurea solstitialis) - Familie: Asteraceae
- Flockenblume, Sparrige (Centaurea diffusa) - Familie: Asteraceae
- Flockenblume, Stern- (Centaurea calcitrapa) - Familie: Asteraceae
- Flockenblume, Wiesen- (Centaurea jacea) - Familie: Asteraceae
- Flohkraut, Kleines (Pulicaria vulgaris) - Familie: Asteraceae
- Flohkraut, Ruhr- (Pulicaria dysenterica) - Familie: Asteraceae
- Flügelginster (Chamaespartium sagittale) - Familie: Fabaceae
- Fransenenzian, Bitterer (Gentianella amarella) - Familie: Gentianaceae
- Fransenenzian, Deutscher (Gentianella germanica) - Familie: Gentianaceae
- Fransenenzian, Gewöhnlicher (Gentianella ciliata) - Familie: Gentianaceae
- Fransenenzian, Karpaten- (Gentianella lutescens) - Familie: Gentianaceae
- Fransenenzian, Österreichischer (Gentianella bohemica) - Familie: Gentianaceae
- Fransenenzian, Rauer (Gentianella aspera) - Familie: Gentianaceae
- Fransenenzian, Zarter (Gentianella tenella) - Familie: Gentianaceae
- Franzosenkraut, Behaartes (Galinsoga ciliata) - Familie: Asteraceae
- Franzosenkraut, Kleinblütiges (Galinsoga parviflora) - Familie: Asteraceae
- Frauenfarn, Gebirgs- (Athyrium distentifolium) - Familie: Dryopteridaceae
- Frauenfarn, Wald- (Athyrium filix-femina) - Familie: Dryopteridaceae
- Frauenmantel, Allgäu- (Alchemilla cleistophylla) - Familie: Rosaceae
- Frauenmantel, Alpen- (Alchemilla alpina) - Familie: Rosaceae
- Frauenmantel, Ausgebreiteter (Alchemilla effusa) - Familie: Rosaceae
- Frauenmantel, Bastard- (Alchemilla glaucescens) - Familie: Rosaceae
- Frauenmantel, Bergwiesen- (Alchemilla monticola) - Familie: Rosaceae
- Frauenmantel, Bleicher (Alchemilla pallens) - Familie: Rosaceae
- Frauenmantel, Dunkler (Alchemilla obscura) - Familie: Rosaceae
- Frauenmantel, Dünner (Alchemilla tenuis) - Familie: Rosaceae
- Frauenmantel, Eingeschnittener (Alchemilla incisa) - Familie: Rosaceae
- Frauenmantel, Fächer- (Alchemilla flabellata) - Familie: Rosaceae
- Frauenmantel, Fadenstängeliger (Alchemilla filicaulis) - Familie: Rosaceae
- Frauenmantel, Fester (Alchemilla firma) - Familie: Rosaceae
- Frauenmantel, Gebuchteter (Alchemilla sinuata) - Familie: Rosaceae
- Frauenmantel, Gefalteter (Alchemilla plicata) - Familie: Rosaceae
- Frauenmantel, Gekämmter (Alchemilla compta) - Familie: Rosaceae
- Frauenmantel, Gelbgrüner (Alchemilla xanthochlora) - Familie: Rosaceae
- Frauenmantel, Geröteter (Alchemilla colorata) - Familie: Rosaceae
- Frauenmantel, Gestriegelter (Alchemilla strigosula) - Familie: Rosaceae
- Frauenmantel, Gestutztlappiger (Alchemilla trunciloba) - Familie: Rosaceae
- Frauenmantel, Glänzender (Alchemilla nitida) - Familie: Rosaceae
- Frauenmantel, Grobzähniger (Alchemilla grossidens) - Familie: Rosaceae
- Frauenmantel, Halbgeteilter (Alchemilla semisecta) - Familie: Rosaceae
- Frauenmantel, Hoppes (Alchemilla hoppeana) - Familie: Rosaceae
- Frauenmantel, Kahler (Alchemilla glabra) - Familie: Rosaceae
- Frauenmantel, Kalkalpen- (Alchemilla alpigena) - Familie: Rosaceae
- Frauenmantel, Kerners (Alchemilla kerneri) - Familie: Rosaceae
- Frauenmantel, Kleiner (Alchemilla exigua) - Familie: Rosaceae
- Frauenmantel, Knäueliger (Alchemilla glomerulans) - Familie: Rosaceae
- Frauenmantel, Knickstängel- (Alchemilla flexicaulis) - Familie: Rosaceae
- Frauenmantel, Kugeliger (Alchemilla subglobosa) - Familie: Rosaceae
- Frauenmantel, Langhaariger (Alchemilla crinita) - Familie: Rosaceae
- Frauenmantel, Ledriger (Alchemilla coriacea) - Familie: Rosaceae
- Frauenmantel, Niederliegender (Alchemilla decumbens) - Familie: Rosaceae
- Frauenmantel, Nierenblättriger (Alchemilla reniformis) - Familie: Rosaceae
- Frauenmantel, Othmars (Alchemilla othmarii) - Familie: Rosaceae
- Frauenmantel, Rotscheidiger (Alchemilla rubristipula) - Familie: Rosaceae
- Frauenmantel, Scharfzähniger (Alchemilla cuspidens) - Familie: Rosaceae
- Frauenmantel, Schimmernder (Alchemilla splendens) - Familie: Rosaceae
- Frauenmantel, Spitzlappiger (Alchemilla vulgaris) - Familie: Rosaceae
- Frauenmantel, Streifen- (Alchemilla lineata) - Familie: Rosaceae
- Frauenmantel, Strohgelber (Alchemilla straminea) - Familie: Rosaceae
- Frauenmantel, Stumpfer (Alchemilla obtusa) - Familie: Rosaceae
- Frauenmantel, Stumpfzähniger (Alchemilla subcrenata) - Familie: Rosaceae
- Frauenmantel, Täuschender (Alchemilla fallax) - Familie: Rosaceae
- Frauenmantel, Tiroler (Alchemilla tirolensis) - Familie: Rosaceae
- Frauenmantel, Ungekämmter (Alchemilla impexa) - Familie: Rosaceae
- Frauenmantel, Unschöner (Alchemilla inconcinna) - Familie: Rosaceae
- Frauenmantel, Verschiedenstieliger (Alchemilla heteropoda) - Familie: Rosaceae
- Frauenmantel, Verwandter (Alchemilla propinqua) - Familie: Rosaceae
- Frauenmantel, Wechselhaariger (Alchemilla versipila) - Familie: Rosaceae
- Frauenmantel, Weicher (Alchemilla mollis) - Familie: Rosaceae
- Frauenmantel, Wellenblättriger (Alchemilla cymatophylla) - Familie: Rosaceae
- Frauenmantel, Welliger (Alchemilla undulata) - Familie: Rosaceae
- Frauenmantel, Westtiroler (Alchemilla hirtipes) - Familie: Rosaceae
- Frauenmantel, Zerschlitzter (Alchemilla fissa) - Familie: Rosaceae
- Frauenmantel, Zierlicher (Alchemilla micans) - Familie: Rosaceae
- Frauenmantel, Zusammenneigender (Alchemilla connivens) - Familie: Rosaceae
- Frauenschuh (Cypripedium calceolus) - Familie: Orchidaceae
- Frauenspiegel, Gewöhnlicher (Legousia speculum-veneris) - Familie: Campanulaceae
- Frauenspiegel, Kleiner (Legousia hybrida) - Familie: Campanulaceae
- Froschbiss (Hydrocharis morsus-ranae) - Familie: Hydrocharitaceae
- Froschkraut (Luronium natans) - Familie: Alismataceae
- Froschlöffel, Gewöhnlicher (Alisma plantago-aquatica) - Familie: Alismataceae
- Froschlöffel, Grasblättriger (Alisma gramineum) - Familie: Alismataceae
- Froschlöffel, Lanzettblättriger (Alisma lanceolatum) - Familie: Alismataceae
- Fuchsschwanz, Ausgebreiteter (Amaranthus hybridus) - Familie: Amaranthaceae
- Fuchsschwanz, Bouchons (Amaranthus bouchonii) - Familie: Amaranthaceae
- Fuchsschwanz, Griechischer (Amaranthus graecizans) - Familie: Amaranthaceae
- Fuchsschwanz, Grünähriger (Amaranthus powellii) - Familie: Amaranthaceae
- Fuchsschwanz, Rispiger (Amaranthus cruentus) - Familie: Amaranthaceae
- Fuchsschwanz, Trauer- (Amaranthus hypochondriacus) - Familie: Amaranthaceae
- Fuchsschwanz, Weißer (Amaranthus albus) - Familie: Amaranthaceae
- Fuchsschwanz, Westamerikanischer (Amaranthus blitoides) - Familie: Amaranthaceae
- Fuchsschwanz, Zurückgekrümmter (Amaranthus retroflexus) - Familie: Amaranthaceae
- Fuchsschwanzgras, Acker- (Alopecurus myosuroides) - Familie: Poaceae
- Fuchsschwanzgras, Aufgeblasenes (Alopecurus rendlei) - Familie: Poaceae
- Fuchsschwanzgras, Knick- (Alopecurus geniculatus) - Familie: Poaceae
- Fuchsschwanzgras, Knolliges (Alopecurus bulbosus) - Familie: Poaceae
- Fuchsschwanzgras, Rohr- (Alopecurus arundinaceus) - Familie: Poaceae
- Fuchsschwanzgras, Rotgelbes (Alopecurus aequalis) - Familie: Poaceae
- Fuchsschwanzgras, Wiesen- (Alopecurus pratensis) - Familie: Poaceae